# Sałaszka
Sałaszka (ukr. Салашка) – wieś na Ukrainie, w obwodzie lwowskim, w rejonie złoczowskim.

## Historia
Dawniej część wsi Boratyn.
Do 2020 w rejonie brodzkim. 